# 梅利莎·里彭
梅利莎·里彭（英語：Melissa Rippon，1981年1月20日—），出生於新南威爾士州的首府悉尼，澳大利亞女子水球运动员，亦為澳大利亞國家女子水球隊成員。

## 簡歷
2006年，里彭出戰中國天津舉行的女子水球世界盃，協助國家隊奪得冠軍。
2008年，里彭代表澳大利亞參加北京奥运会女子水球比賽，贏得銅牌。
2012年，里彭代表澳大利亞參加英國倫敦舉行的奥林匹克运动会女子水球比賽，再次在铜牌争夺赛中力克匈牙利队，贏得銅牌。

## 個人生活
梅利莎·里彭的胞姊丽贝卡·里彭和繼妹凯特·金瑟同是水球運動員，曾一同入選國家隊出戰2008年北京奥运会。